# Ліда Баарова
Ліда Баарова (чеськ. Lída Baarová, справжнє ім'я Людмила Бабкова (чеськ. Ludmila Babková), 14 вересня 1914, Прага — 27 жовтня 2000, Зальцбург) —  чеська акторка, зірка передвоєнного німецького кінематографу і коханка Йозефа Геббельса.

## Біографія
Мати Ліди Баарової була театральною акторкою. Акторкою стала і молодша сестра Ліди — Зорка Яну (1921—1946). Ліда Баарова навчалася акторської майстерності у Празькій консерваторії. У 17 років вона вже грала в Чеському національному театрі в Празі і отримала першу роль у кіно. Баарова також записала кілька платівок. Німецькі кінопродюсери побачили в Бааровій екзотичну жінку-вамп і в 1934 Баарова отримала запрошення від кіностудії «UFA» й переїхала до Німеччини.

## Дорога до слави
У тому ж році в павільйонах кіностудії Ліда Баарова була представлена Адольфові Гітлеру, на якого молода чеська акторка справила незабутнє враження, нагадавши про трагічно загиблу Ангеліку Раубаль. Гітлер кілька разів запрошував Баарову на чаювання в рейхсканцелярію. У 1935 р. Баарова знялася у фільмі «Баркарола», що мав приголомшливий успіх. На зйомках цього фільму вона познайомилася з актором Густавом Фреліхом, з яким її зв'язали надалі близькі стосунки. За «Баркаролою» пішли інші успішні роботи в кіно і театральні ролі. На Баарову звернули увагу і в Голлівуді, але вона відмовилася від семирічного контракту, запропонованого їй у 1937 р. кіностудією «MGM», сумніваючись, що зможе домогтися успіху за океаном. Про це своє рішення вона згодом пошкодувала, зауваживши своєму біографу, що вона могла б бути знаменитою, як Марлен Дітріх. У німецькому кіно Ліда Баарова з її легким іноземним акцентом, що надавав їй закордонності, втілювала образи виключно привабливих жінок, милих і боязких, єдиною мрією життя яких було одружитися з коханим.
Сусідами Баарової і Фреліха у фешенебельному передмісті Берліна Шваненвердер була ідеальна німецька сім'я Геббельсів. Знайомство з Йозефом Геббельсом після кількох місяців наполегливого залицяння рейхсміністра пропаганди переросло в пристрасний роман, що продовжувався більше року і став надбанням громадськості. Заради Ліди Баарової Геббельс навіть був готовий розлучитися з дружиною. Магда Геббельс всіляко намагалася врятувати сім'ю і, за словами Ліди Баарової, навіть зустрічалася з нею, щоб запропонувати компромісне рішення для ситуації, що склалася, і поділити чоловіка, але не знайшла підтримки у Баарової.
Зрештою в любовний трикутник на прохання Магди Геббельс втрутився фюрер. Гітлер був хрещеним батьком дітей Геббельса і його симпатії були на боці Магди. Геббельс попросив у Гітлера відставки, щоб, розлучившись з Магдою, виїхати з Лідою за кордон. Гітлер відставку не прийняв і заборонив Геббельсу бачитися з Бааровою. Йозеф Геббельс 15 жовтня 1938 р. здійснив спробу самогубства. Бааровій було заборонено зніматися в кіно, було організоване її справжнє цькування. Фільм 1938 р. «Прусська любовна історія» за участю Ліди Баарової був заборонений до показу і з'явився на екранах Західної Німеччини тільки в 1950 році під назвою «Любовна легенда».
Ліда Баарова повернулася до Чехословаччини, а в 1941 р. переїхала до Італії, але так і не змогла гідно повернутися в кіно. Після окупації Італії американськими військами Баарова повернулася до Праги, де у неї зав'язалися стосунки зі старим знайомим актором Гансом Альберсом. У квітні 1945 р. по дорозі до Німеччини до Ганса Альберса Ліда Баарова була затримана американцями, відправлена до в'язниці, а потім екстрадована до Чехословаччини.

## Повоєнні роки
На батьківщині Бааровій загрожував смертний вирок за роботу на нацистів, але на судовому процесі вона змогла довести, що працювала в Німеччині до початку війни і отримала тільки строкове тюремне ув'язнення. Ці судові переслідування дорого обійшлися Бааровій: під час слідства померла її мати, а молодша сестра Зорка Яну вчинила самогубство. У в'язниці Баарову часто відвідував її шанувальник Ян Копецький (чеськ. Jan Kopecky), який зумів домогтися звільнення акторки завдяки родинним зв'язкам у повоєнному уряді Чехословаччини. Баарова і Копецький одружилися в 1949 р., деякий час працювали разом у створеному ними пересувному театрі маріонеток, а пізніше втекли до Австрії. Копецький емігрував звідти до Аргентини, а Ліда Баарова залишилася на лікування в санаторії шведського лікаря Курта Лундвалла (швед. Kurt Lundwall).
У 1956 р. вона розійшлася з Яном Копецьким, а в 1958 р. одружилася з Лундвалом, з яким щасливо прожила до його смерті в 1980 р. Останні 20 років життя Ліда Баарова провела в забутті і злиднях у Зальцбурзі. Родина холодно ставилася до акторки.
У 1995 р. Баарова опублікувала свої мемуари «Солодка гіркота мого життя», де розповіла про життя вищих ешелонів влади в нацистській Німеччині і визнала роман з Геббельсом, який заперечувала все своє життя.

## Вибрана фільмографія
- 1931: Кар'єра Павла Камрді / Kariéra Pavla Camrdy
- 1934: Чоловік нарозхват / Pán na roztrhání
- 1934: Спокуса пані Антонії / Pokušení paní Antonie
- 1934: Гранд отель Невада / Grandhotel Nevada
- 1935: Баркарола / Barcarole
- 1935: Лейтенант Боббі, шибайголова / Leutnant Bobby, der Teufelskerl
- 1935: Один зайвий на борту / Einer zuviel an Bord
- 1936: Година спокуси / Die Stunde der Versuchung
- 1936: Зрадники / Verräter
- 1936: Принцеса комедіантів / Komediantská Princezna
- 1936: Кравчиня / Svadlenka
- 1937: Люди на крижині / Lidé na kře
- 1937: Невинність / Panenství
- 1937: Патріоти / Patrioten
- 1937: Летюча миша / Die Fledermaus
- 1938: Гравець / Der Spieler
- 1938: Прусська любовна історія / Preußische Liebesgeschichte в роли Элизы Радзивилл
- 1939: Дівчина в блакитному / Dívka v modrém
- 1939: Гаряче літо / Ohnivé léto
- 1940: Тихими ночами / Za tichých nocí
- 1940: Коханка в масці
- 1953: Мамині синочки / I Vitelloni (реж. Федеріко Фелліні)